# Orquidómetro

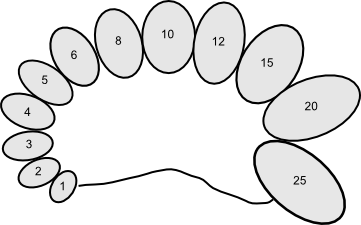
Esquema de un orquidómetro

Un orquidómetro es un instrumento médico utilizado para medir el volumen de los testículos.
El orquidómetro fue inventado en 1966 por el endocrinólogo y pediatra suizo Andrea Prader de la Universidad de Zúrich. Este consiste en una cadena de doce cuentas de plástico o madera enlazadas por un hilo que están numeradas del 1 al 25 (mililitros). A veces es llamado informalmente como "las bolas de Prader", "el kombolói médico" o "el rosario del endocrinólogo".
Las cuentas se comparan con los testículos del paciente, y el volumen se toma de la cuenta más similar en tamaño al testículo. Las cuentas del 1 al 3 se consideran tamaños prepuberales, las de 4 y superiores, puberales, y las del 12 hasta el 25, adultos.
El orquidómetro puede ser usado para determinar exactamente el tamaño testicular. La discrepancia del tamaño testicular con otros parámetros de maduración pueden ser un importante indicador de varias enfermedades. Testículos pequeños pueden ayudar indicar hipogonadismo primario o secundario. El tamaño testicular puede ayudar a distinguir distintos tipos de pubertad precoz. Dado que el crecimiento testicular es típicamente el primer signo físico de la verdadera pubertad, uno de los usos más comunes es la confirmación de que la pubertad comienza en un niño con discapacidad. Los testículos grandes (macroorquidismo) pueden ser indicador de una de las causas más comunes de discapacidad intelectual y el síndrome X frágil.
En una entrevista para el periódico The Observer el Profesor Stephen Shalet, un destacado endocrinólogo quién trabaja para el Christie Hospital en Mánchester, dijo "Cada endocrinólogo debería de tener un orquidómetro. Es su estetoscopio."[cita requerida]
El orquidómetro también es comúnmente utilizado para medir el volumen testicular en ovejas.

## Conceptos relacionados
Numerosas escalas clínicas y sistemas de medición existen para definir la normalidad de los genitales masculinos y femeninos, entre ellos se encuentran, la escala de Prader, la escala de Quigley y la escala de Tanner.